# Graphic Novel

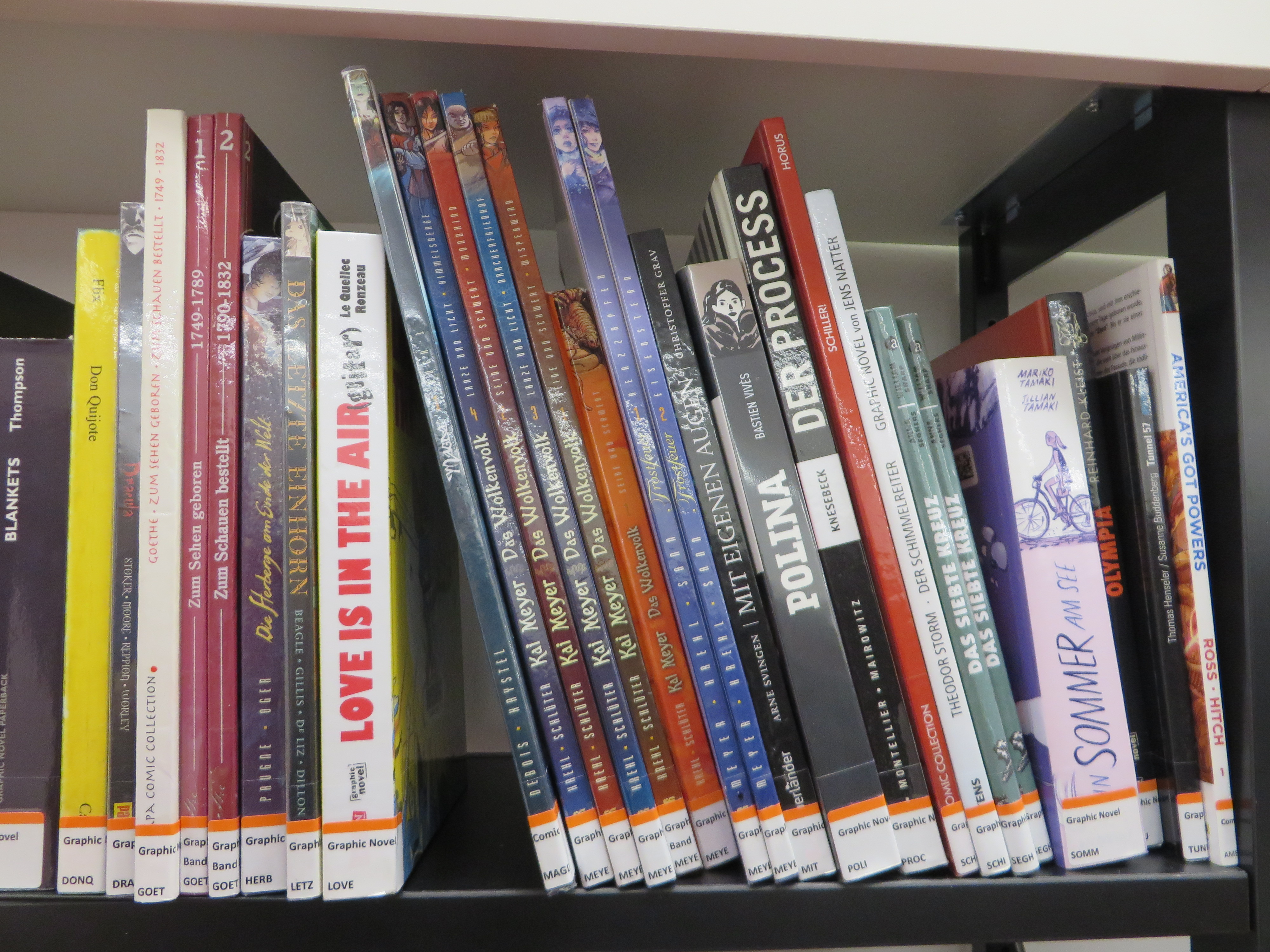
Graphic Novels

Die Graphic Novel (deutsch Comicroman oder grafischer Roman) ist eine seit den 1980er Jahren populäre und aus den Vereinigten Staaten übernommene Bezeichnung für Comics im Buchformat, die sich aufgrund ihrer erzählerischen Komplexität häufig an eine erwachsene Zielgruppe richten. Der Terminus stellt den Versuch dar, längere und häufig als thematisch anspruchsvoll beworbene Comics von herkömmlichen westlichen Comicheften und -Alben abzugrenzen, was auch durch den großflächigen Verkauf über den Buchhandel zum Ausdruck kommen soll.

## Bezeichnung

### Im Englischen
Obwohl der Begriff Graphic Novel sowohl vom Handel als auch von Konsumenten und Kritikern benutzt wird, lässt er sich nicht eindeutig definieren. Häufig werden längere, im Regelfall einbändige Comics so bezeichnet, die ohne Beschränkung auf eine vordefinierte Anzahl von Seiten epische, teilweise komplexe Geschichten erzählen. Eine Graphic Novel muss kein in sich abgeschlossenes Werk sein, sondern kann ebenso zu einem größeren Gesamtwerk gehören, wie beispielsweise die Sandman-Bände von Neil Gaiman. Mit dem Begriff verbindet sich oft die Vorstellung eines ernsthaften Comics, der wie ein literarisches Werk eine Geschichte aufbaut und sich damit von Comics für Kinder und Jugendliche unterscheidet. Da er von der Industrie, aber auch für Sammlungen und One Shots benutzt wird, kann diese Beschreibung nur einen Aspekt der Graphic Novels wiedergeben. Noch einen Schritt weiter geht der amerikanische Fernsehsender NBC, der sogar sechsseitige Comic-Kurzgeschichten zur Fernsehserie Heroes, die auf der Internetseite des Senders kostenlos angeboten werden, als „Graphic Novels“ statt schlicht als „Comics“ bezeichnet.

### Deutschsprachiger Raum
Verlage und Journalisten, die den als Anglizismus empfundenen Originalbegriff vermeiden wollen, greifen in Ermangelung einer etablierten deutschen Bezeichnung häufig zu Eigenübersetzungen. So finden sich unter anderem die Eindeutschungen „grafische Novelle“, „Grafik-Novelle“, „graphischer Roman“ oder „Bildroman“, von denen sich jedoch bislang keiner wirklich durchgesetzt hat. Auch die seit 1984 bestehende Zeitschrift Reddition versucht mit ihrem (1991 eingeführten) Untertitel Zeitschrift für graphische Literatur einen eigenständigen deutschen Begriff zu prägen. Comicverlage wie Panini und Carlsen verwenden dagegen auch im Deutschen den Originalbegriff.

## Geschichte
Die Wurzeln der modernen Graphic Novels sieht der Historiker David A. Beronä in den expressionistischen Bilderfolgen v. a. von Frans Masereel, Otto Nückel, Helena Bochořáková-Dittrichová und Lynd Ward. Diese Künstler erzählten in ihren Büchern ohne Worte teilweise komplexe Geschichten und etablierten so in den 1920er Jahren das Genre der woodcut novel.
Der Kolumnist Steven Grant bezeichnet als erste Graphic Novel Gil Kanes His Name is … Savage von 1968, weil es die Kriterien „Länge“ und „dreiteiliger Aufbau“ erfüllt. Steve Ditko zählt seiner Meinung nach mit seinen Arbeiten für Dr. Strange wegen der Dramaturgie der Geschichte und der Entwicklung der Figuren zu den ersten Autoren von Graphic Novels. Dennoch wird die Einführung des Begriffs Will Eisner zugeschrieben.
Will Eisner schrieb 1978 vier Kurzgeschichten, die er gemeinsam in einem Buch mit dem Titel A Contract with God (dt. Ein Vertrag mit Gott) herausbrachte. Er selbst nannte sein 178-seitiges Werk auf dem Titelblatt und im Vorwort Graphic Novel. In der deutschen Ausgabe wurde daraus 1980 im Verlag zweitausendeins Eine Geschichte in Bildern. In der Neuausgabe von Carlsen wurde 2007 wieder Graphic Novel auf dem Titel verwendet.
Eisner wollte ein Buch mit bleibendem Wert schaffen, das sich von den wöchentlich erscheinenden Wegwerf-Comicheftchen unterschied. Jede Geschichte entwickelte er frei ohne Rücksicht auf Platzbedarf und Panelanordnung. Bereits bei seinen Verhandlungen mit möglichen Verlegern nutzte er den Begriff Graphic Novel, um sein Werk nicht durch die übliche Bezeichnung Comic Book abzuwerten.
Eisner verband den Begriff vor allem mit den Inhalten der Werke:

“The future of the graphic novels lies in the choice of worthwhile themes and the innovation of exposition.”

„Die Zukunft der Graphic Novels liegt in der Wahl lohnender Themen und in der Innovation der Darstellung.“

Ein Vertrag mit Gott ist ein ernsthaftes Werk, das die erzählerischen Möglichkeiten des Comics in reflektierter Form nutzte. Die Verwendung des Begriffs entfernte sich von den inhaltlichen Ähnlichkeiten zu Eisners Werk und wurde zunehmend für alle Comic-Veröffentlichungen verwendet, die in Buchform erschienen. Aviva Rothschild setzte 1995 in ihrer Monografie Graphic Novels. A Bibliographic Guide to Book-Length Comics bereits im Titel beide Auffassungen gleichberechtigt nebeneinander und schloss damit auch Sammelbände zuvor in Heftform herausgebrachter Comics ein.
Das in Erlangen seit 1984 alle zwei Jahre stattfindende internationale Festival Comic-Salon Erlangen trug zum Bekanntwerden der Graphic Novel in Deutschland bei.

## Beispiele
Auswahl bekannter Werke, die üblicherweise unter den Begriff Graphic Novels fallen:
- Will Eisner: Ein Vertrag mit Gott, (1978). Dieser frühe Vertreter trug in Nordamerika maßgeblich zur Prägung des Begriffs Graphic Novel bei.[14]
- Jim Starlin: Dreadstar, auch Comic-Serie (1982).
- Jean Van Hamme, William Vance: XIII (1984). Videospielumsetzung: XIII (2003). Verfilmung: XIII – Die Verschwörung (2008).
- Alan Moore / Dave Gibbons: Watchmen (1985). Diverse Auszeichnungen. Verfilmung: Watchmen – Die Wächter (2009).
- Art Spiegelman: Maus – Die Geschichte eines Überlebenden (1986/1991). Holocaust-Comic in Fabel-Form. Erster Pulitzer-Preis für eine Graphic Novel, 1992.[15]
- Neil Gaiman: The Sandman (1989–1996). Diverse Auszeichnungen.
- Frank Miller: Sin City (1991). Bester Internationaler Comic 2006. Verfilmung als Sin City (2005).
- Alan Moore / Eddie Campbell: From Hell (1985). 2001 Kritikerpreis beim Festival International de la Bande Dessinée d’Angoulême Verfilmung: From Hell (2001).
- Marjane Satrapi: Persepolis (2000). Autofiktion einer iranischen Kindheit. Comic des Jahres 2004. Verfilmung als Persepolis (2007).
- Craig Thompson: Blankets (2003). Eisner Award, Bester Autor/Zeichner, 2004.
- Alison Bechdel: Fun Home (2003). Eisner Award für die Beste auf einer wahren Begebenheit basierende Geschichte, 2006.
- Posy Simmonds: Tamara Drewe (2007). Adaption von Thomas Hardys Roman Am grünen Rand der Welt (1874). Verfilmung als Immer Drama um Tamara (2010).
- Alois Nebel ist der Titel einer Graphic-Novel-Trilogie von Jaroslav Rudiš und Jaromír Švejdík. Die einzelnen Bände Bílý potok (Weißbach), Hlavní nádraží (Hauptbahnhof), und Zlaté Hory (Zuckmantel) erschienen ab 2003 in tschechischer Sprache, 2012 veröffentlichte der Verlag Voland & Quist die deutsche Übersetzung unter dem Titel der Hauptfigur in einem Band. Die tschechische Verfilmung erfolgte im Jahr 2011.
- Riad Sattouf: Der Araber von morgen – Eine Kindheit im Nahen Osten (ab 2015).

In den Vereinigten Staaten zählen Watchmen von Alan Moore und Dave Gibbons, The Sandman – Endless Nights von Neil Gaiman, sowie Fun Home von Alison Bechdel zu den wenigen Graphic Novels, die es auf die Bestsellerliste der New York Times geschafft haben.
Dabei führte Neil Gaimans Sandman-Audioadaption von 2020 die Bestsellerliste, im Hörbuchbereich, sogar an.
Watchmen hat es dagegen (33 Jahre nach der Erstpublikation) 2019 erneut auf die Bestsellerliste geschafft, was ebenfalls enormen Seltenheitswert hat.

## Kritik
Der Begriff wird u. a. von namhaften Comicschöpfern wie Daniel Clowes, Alan Moore und Seth abgelehnt. Das zentrale Argument der Kritiker ist hierbei, dass die beworbene erzählerische Komplexität rein subjektiv ist und Bindung und Vertriebsweg die einzigen faktischen Unterschiede zwischen Comics und Graphic Novels seien. Ein weiterer – häufig vorgebrachter – Kritikpunkt ist die Vermutung, dass hinter dem Begriff rein kommerzielle Interessen stecken würden und man dem Leser mit dem Begriff suggeriere, dass eine Graphic Novel automatisch anspruchsvoller als ein herkömmlicher Comic sei. Hierbei wird vor allem kritisiert, dass der Begriff Graphic Novel dem Comic nicht zu einem höheren Ansehen verhelfe, sondern stattdessen das häufige Vorurteil untermauere, dass sich Comics ausschließlich an Kinder richteten, während sich einzig und allein die Graphic Novel an ein erwachsenes Publikum wende.
Im Gegensatz zu regional-bedingten Formaten, wie z. B. dem Manga, dem Manhwa oder dem frankobelgischen Bande Dessinée, versteht sich die Graphic Novel, nach dem Vertriebsprinzip vieler Verlage, nicht als eine Gattung des Comics bzw. als eine Gattung der Sequentiellen Kunst, sondern viel mehr als eine eigene Literatursparte.
Alan Moore kritisierte in diesem Zusammenhang des Öfteren, dass viele amerikanische Titel, welche zuvor als Comicheft erschienen, später sehr oft in Sammelbänden (sogenannte Trade Paperbacks) veröffentlicht werden, welche man häufig als Graphic Novels bewirbt. In diesem Zusammenhang sagte er im Jahr 2000, auf die Frage hin, was er von dem Begriff Graphic Novel halte:

“The problem is that ‘graphic novel’ just came to mean ‘expensive comic book’ and so what you’d get is people like DC Comics or Marvel comics – because ‘graphic novels’ were getting some attention, they’d stick six issues of whatever worthless piece of crap they happened to be publishing lately under a glossy cover and call it The She-Hulk Graphic Novel, you know?”

„Das Problem ist, dass ‚Graphic Novel‘ einfach die Bedeutung ‚teurer Comic‘ angenommen hat, und so kommt es heute, dass Leute wie DC Comics oder Marvel Comics – weil ‚Graphic Novels‘ eine gewisse Aufmerksamkeit erlangt haben, stecken sie einfach sechs Ausgaben von irgendwelchem wertlosen Mist, den sie zufällig gerade herausgebracht haben, unter ein glänzendes Cover und nennen es den She-Hulk Graphic Novel, verstehen Sie?“

Im deutschen Sprachraum hat der Schriftsteller und Humorist Max Goldt, Teil des Comicduos Katz & Goldt, ästhetische Kritik an der Gattung Graphic Novel geäußert:

„Ich finde es bedauerlich, dass diese biedere und handwerkliche Abweichung der Comic-Kunst als deren höchste Ausprägung betrachtet wird, nur weil sie leicht nacherzählbare Inhalte hat. Was mich am Comic am meisten interessiert, das Wilde und Unerwartbare sowie der Witz im Dialog, kommt in Graphic Novels nicht vor.“